# Myrmarachne edentata
Myrmarachne edentata este o specie de păianjeni din genul Myrmarachne, familia Salticidae, descrisă de Berry, Beatty, Prószynski, 1996. Conform Catalogue of Life specia Myrmarachne edentata nu are subspecii cunoscute.